# Азурна обала
Азурна обала или Француска ривијера (фр. Côte d’Azur) је део француске обале Средоземног мора. Име је кованица писца Стефана Лиежеара, који је 1887. издао књигу под насловом „Азурна обала“. 
Азурна обала обухвата обалу између места Касис и места Ментон на италијанској граници. 
У неким изворима се као западна граница обале помиње Тулон или Сен Тропе. Област припада региону Прованса-Алпи-Азурна обала и обухвата и мајушну Кнежевину Монако. Позната туристичка места на Азурној обали су: Сен Тропе, Антиб, Кан, Ница, Монако и Ментон. 

## Географија
Обала је окружена стрмим обронцима Приморских Алпа. Овде је више од 300 дана годишње сунчано, па је небо обично изразито плаве боје. Стене на западу Азурне обале су црвене боје. На западу, Алпи се обрушавају директно према мору. 
На Азурној обали живи велики број познатих и богатих личности. То је наставак традиције луксузног туризма која траје од 18. века.
У великом земљотресу који је погодио ову регију 23. фебруара 1887. страдало је око 2.000 људи.